# Грајена
Грајена (словен. Grajena) је насељено место у општини Птуј, Подравска регија, Словенија.

## Историја
До територијалне реорганизације у Словенији била је у саставу старе општине Птуј.

## Становништво
У попису становништва из 2011. године, Грајена је имала 357 становника.
| Број становника према пописима | Број становника према пописима | Број становника према пописима |
| ------------------------------ | ------------------------------ | ------------------------------ |
| 1991                           | 2002                           | 2011                           |
| 310                            | 324                            | 357                            |

Напомена: Године 2006. умањено за део насеља који је припојен насељу Птуј.